# Меру-Рошу (Бреїла)
Меру-Рошу (рум. Măru Roșu) — село у повіті Бреїла в Румунії. Адміністративно підпорядковане місту Инсурецей.
Село розташоване на відстані 133 км на північний схід від Бухареста, 47 км на південний захід від Бреїли, 112 км на північний захід від Констанци, 65 км на південний захід від Галаца.

## Населення
За даними перепису населення 2002 року у селі проживали 126 осіб, усі — румуни. Усі жителі села рідною мовою назвали румунську.